# Agneskirche (Lublin)

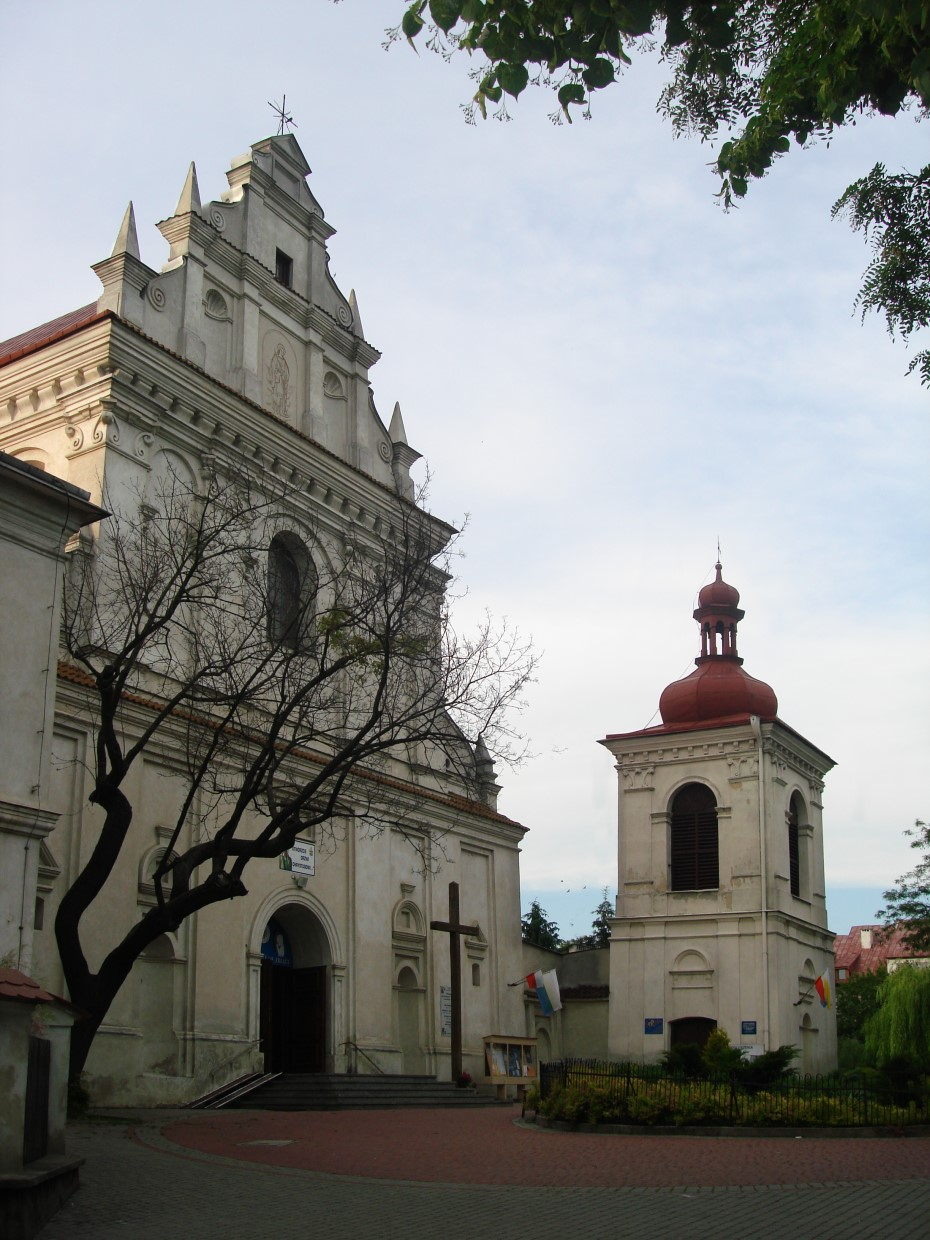
Agneskirche Lublin (2009)

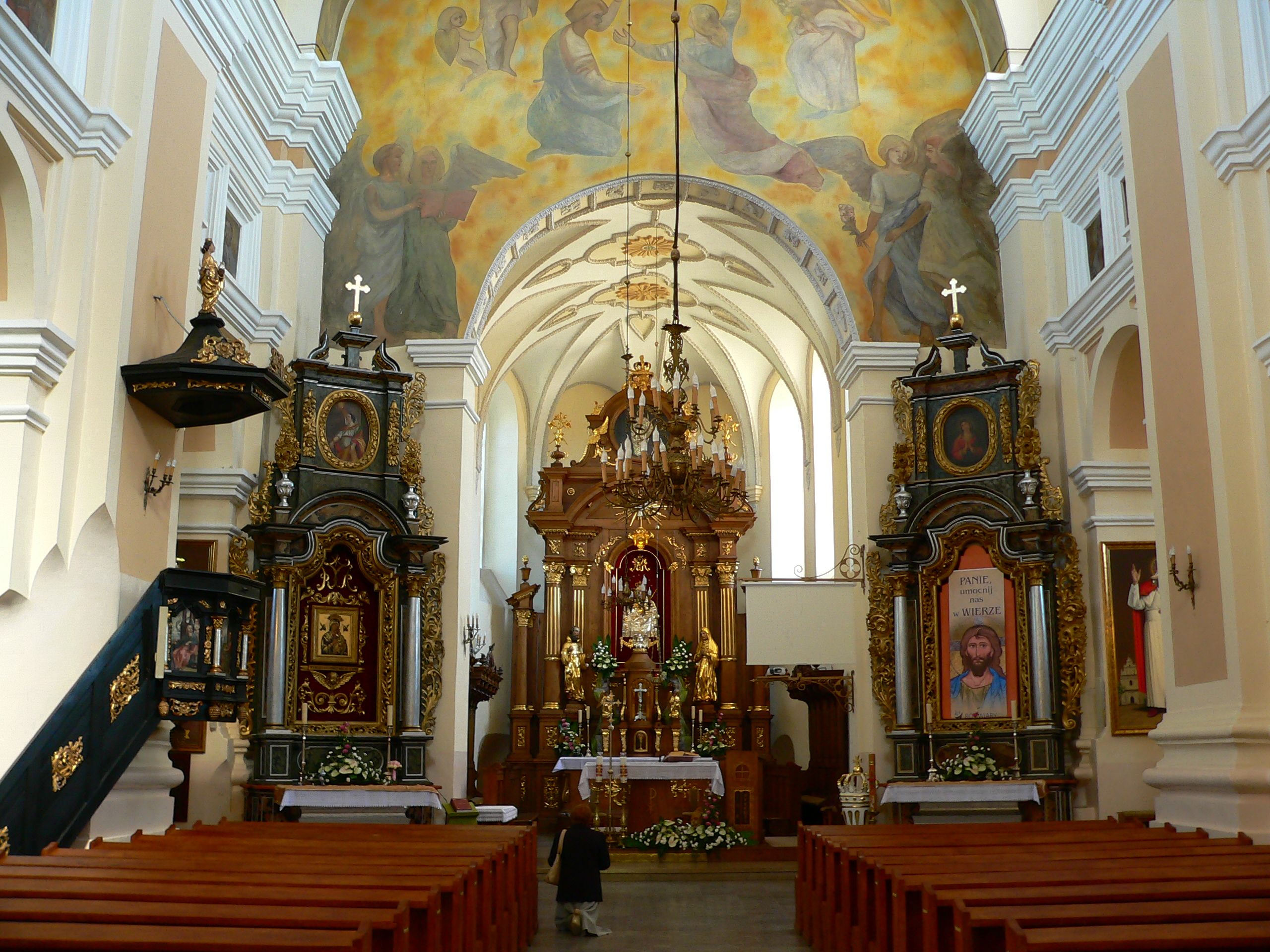
Blick zum Chor

Die Agneskirche (polnisch Kościół św. Agnieszki) in Lublin ist eine römisch-katholische Kirche im Stadtteil Kalinowszczyzna, zur Zeit ihrer Erbauung in der selbstständigen gleichnamigen Jurydyka. Kirchenpatronin ist Agnes von Rom.

## Geschichte
Vor 1638 stand an der Stelle der heutigen Kirche eine Kapelle des Augustinerordens. Die heutige Kirche wurde zusammen mit dem Kloster in der Mitte des 17. Jahrhunderts im Stil der Lubliner Renaissance errichtet. Nach den Beschädigungen während des Polnisch-Schwedischen Kriegs wurde der Innenraum im späten 17. Jahrhundert barockisiert. Nach einer erneuten Beschädigung im 18. Jahrhundert durch einen Brand wurde die Kirche 1760 von Bischof Kajetan Sołtyk erneut konsekriert. 1864 wurde der Orden aufgehoben, und die Kirche diente ab 1866 einer eigenen Pfarrei.

## Architektur und Innenausstattung
Der Kirchenbau über einem basilikalen Grundriss, mit Stichkappengewölbe und eingezogenem, dreijochigem Chor wurde nach diversen Bränden wieder restauriert und in der jetzigen Form in der zweiten Hälfte des 19. Jahrhunderts vollendet. Das fünfachsige Erdgeschoss und das dreiachsige Obergeschoss der Fassade sind durch ein kräftig ausgebildeten, mehrstufiges Gebälk voneinander abgesetzt. Der dreistufige Giebel mit Voluten und Obelisken an den Übergängen, wird durch Pilaster und ein verkröpftes Gesims gegliedert. Das zentrale Flachrelief ist ein Bildnis der Hl. Agnes mit ihren Attributen, dem Lamm und der Märtyrerpalme.
Der freistehende, zweigeschossige Glockenturm in den Formen der Renaissance, erbaut 1874, ist mit einer Zwiebelhaube und einem  Laternenaufsatz gekrönt.
Die Seitenwände des Hauptschiffs sind gegliedert durch ein umlaufendes verkröpftes Gebälk. Der Triumphbogen und das Gewölbe des Presbyteriums sind mit barocken Stukkaturen versehen.
Der Hauptaltar wurde im 19. Jahrhundert in barockisierenden Formen errichtet. Präsentiert wird eine gekrönte Madonna mit Kind im Silberkleid, flankiert von Skulpturen des Hl. Augustinus und seiner Mutter Monika. Im Altarauszug befindet sich eine Skulptur der Hl. Agnes. Die Kanzel mit einem Schalldeckel, der mit einer in Gold gefassten Skulptur der Patronatsheiligen gekrönt ist, und die Seitenaltäre stammen aus dem 18. Jahrhundert.